# Le Pêchereau
Le Pêchereau est une commune française située dans le département de l'Indre, en région Centre-Val de Loire.

## Géographie

### Localisation
La commune est située dans le sud du département, dans la région naturelle du Boischaut Sud.
Les communes limitrophes sont : Argenton-sur-Creuse (3 km), Le Menoux (3 km), Saint-Marcel (4 km), Chavin (5 km), Ceaulmont (7 km), Tendu (7 km), Mosnay (8 km) et Malicornay (8 km).
Les communes chefs-lieux et préfectorales sont : Argenton-sur-Creuse (3 km), Châteauroux (28 km), La Châtre (34 km), Le Blanc (38 km) et Issoudun (53 km).

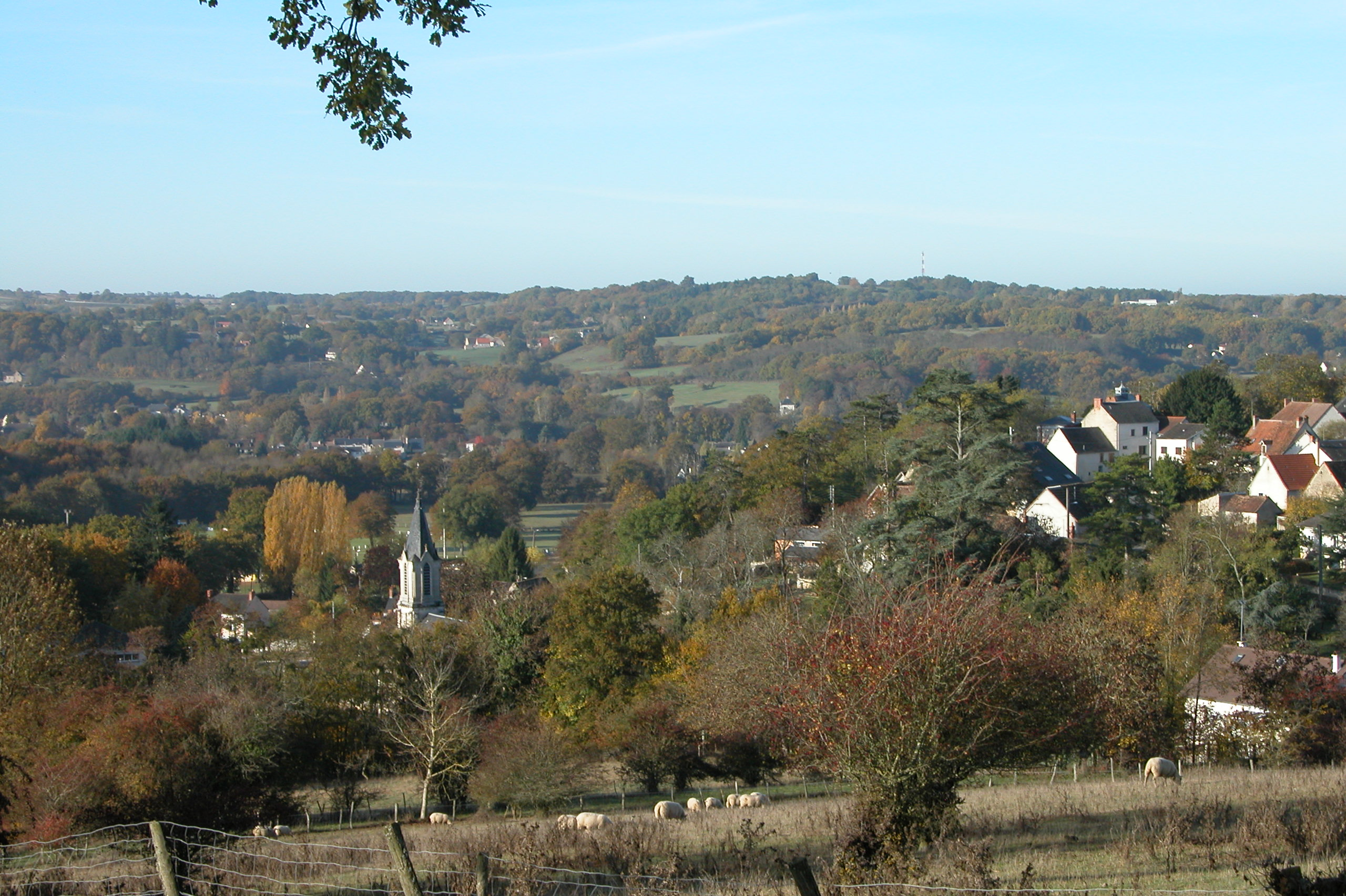
Vue générale de la commune en 2009.

### Hameaux et lieux-dits
Les hameaux et lieux-dits de la commune sont : le Vivier, Paumule, les Reizes, le Grand Pêchereau, le Bas Vilaine, le Haut Vilaine, le Château-Gaillard, les Jolivets, les Thibaults, le Bas Verneuil, le Haut Verneuil, Vilaine-Bouchard et les Neuraux.

### Géologie et hydrographie
La commune est classée en zone de sismicité 2, correspondant à une sismicité faible.
Le territoire communal est arrosé par la rivière Creuse.

### Climat
Pour des articles plus généraux, voir Climat du Centre-Val de Loire et Climat de l'Indre.
En 2010, le climat de la commune est de type climat océanique dégradé des plaines du Centre et du Nord, selon une étude du CNRS s'appuyant sur une série de données couvrant la période 1971-2000. En 2020, Météo-France publie une typologie des climats de la France métropolitaine dans laquelle la commune est exposée à un climat océanique altéré et est dans une zone de transition entre les régions climatiques « Centre et contreforts nord du Massif Central » et « Ouest et nord-ouest du Massif Central ».
Pour la période 1971-2000, la température annuelle moyenne est de 11,9 °C, avec une amplitude thermique annuelle de 15,5 °C. Le cumul annuel moyen de précipitations est de 818 mm, avec 11,5 jours de précipitations en janvier et 7,5 jours en juillet. Pour la période 1991-2020, la température moyenne annuelle observée sur la station météorologique de Météo-France la plus proche, « Éguzon », sur la commune d'Éguzon-Chantôme à 15 km à vol d'oiseau, est de 12,1 °C et le cumul annuel moyen de précipitations est de 934,4 mm,. Pour l'avenir, les paramètres climatiques de la commune estimés pour 2050 selon différents scénarios d'émission de gaz à effet de serre sont consultables sur un site dédié publié par Météo-France en novembre 2022.

### Voies de communication et transports
Le territoire communal est desservi par les routes départementales : 30, 30B, 48, 48A, 48D, 132, 927 et 927E.
La ligne d'Argenton-sur-Creuse à La Chaussée passait par le territoire communal, une gare desservait la commune. La gare ferroviaire la plus proche est la gare d'Argenton-sur-Creuse (3,4 km), sur la ligne des Aubrais - Orléans à Montauban-Ville-Bourbon.
Le Pêchereau est desservie par la ligne J du Réseau de mobilité interurbaine.
L'aéroport le plus proche est l'aéroport de Châteauroux-Centre, à 40 km. Elle dispose d'un aérodrome sur son territoire au lieu-dit la Bourdine.
Le territoire communal est traversé par le sentier de grande randonnée de pays du Val de Creuse et par la voie verte des Vallées..

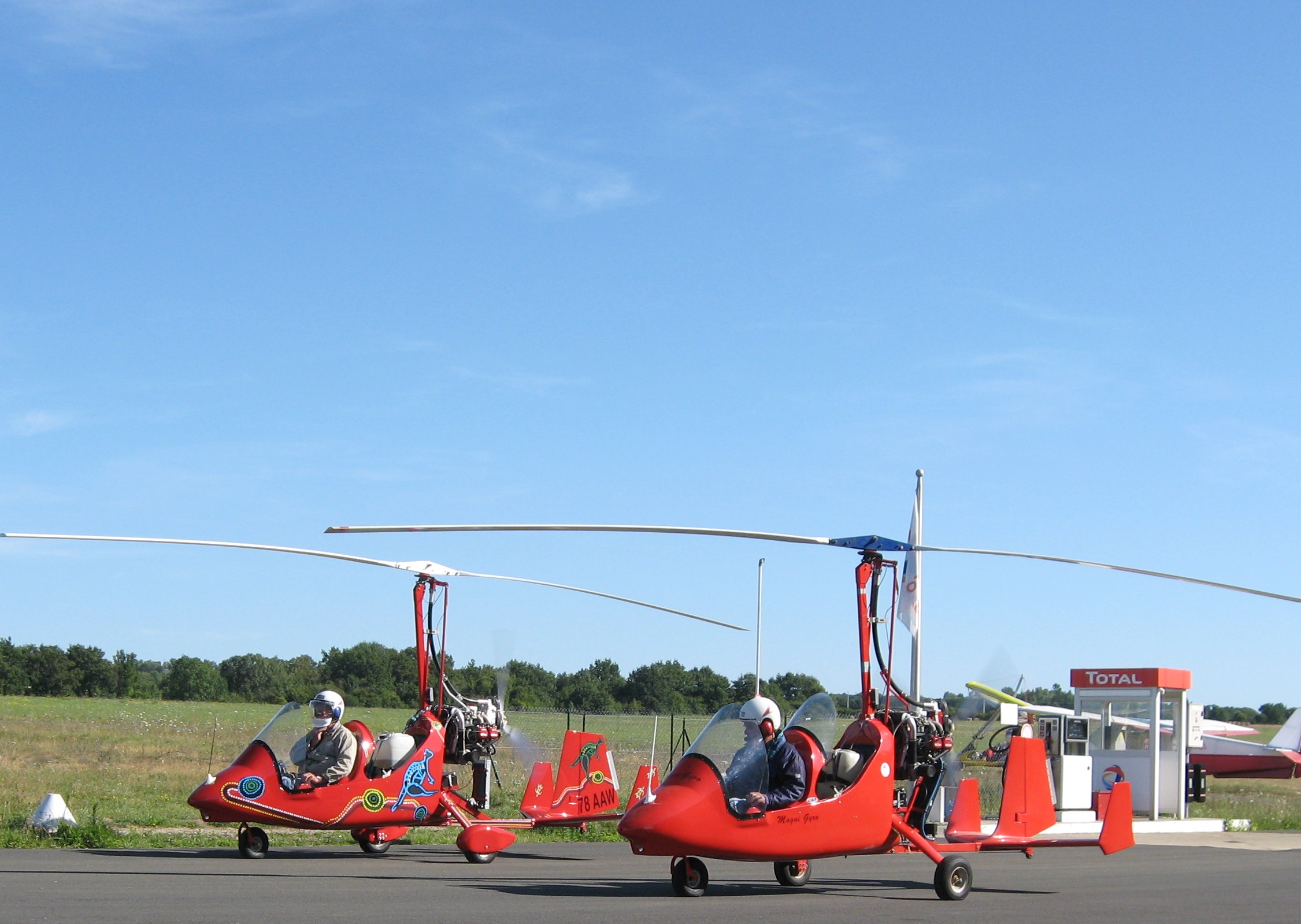
Deux autogires sur l'aérodrome de la Bourdine en 2009.

## Urbanisme

### Typologie
Au 1er janvier 2024, Le Pêchereau est catégorisée petite ville, selon la nouvelle grille communale de densité à sept niveaux définie par l'Insee en 2022.
Elle appartient à l'unité urbaine d'Argenton-sur-Creuse, une agglomération intra-départementale regroupant trois  communes, dont elle est une commune de la banlieue,,. Par ailleurs la commune fait partie de l'aire d'attraction de Châteauroux, dont elle est une commune de la couronne,. Cette aire, qui regroupe 71 communes, est catégorisée dans les aires de 50 000 à moins de 200 000 habitants,.

### Occupation des sols
L'occupation des sols de la commune, telle qu'elle ressort de la base de données européenne d’occupation biophysique des sols Corine Land Cover (CLC), est marquée par l'importance des territoires agricoles (80,5 % en 2018), en diminution par rapport à 1990 (81,8 %). La répartition détaillée en 2018 est la suivante : 
zones agricoles hétérogènes (29 %), prairies (28,8 %), terres arables (22,7 %), forêts (10,4 %), zones urbanisées (7,4 %), espaces verts artificialisés, non agricoles (1,7 %), zones industrielles ou commerciales et réseaux de communication (0,1 %). L'évolution de l’occupation des sols de la commune et de ses infrastructures peut être observée sur les différentes représentations cartographiques du territoire : la carte de Cassini (XVIIIe siècle), la carte d'état-major (1820-1866) et les cartes ou photos aériennes de l'IGN pour la période actuelle (1950 à aujourd'hui).

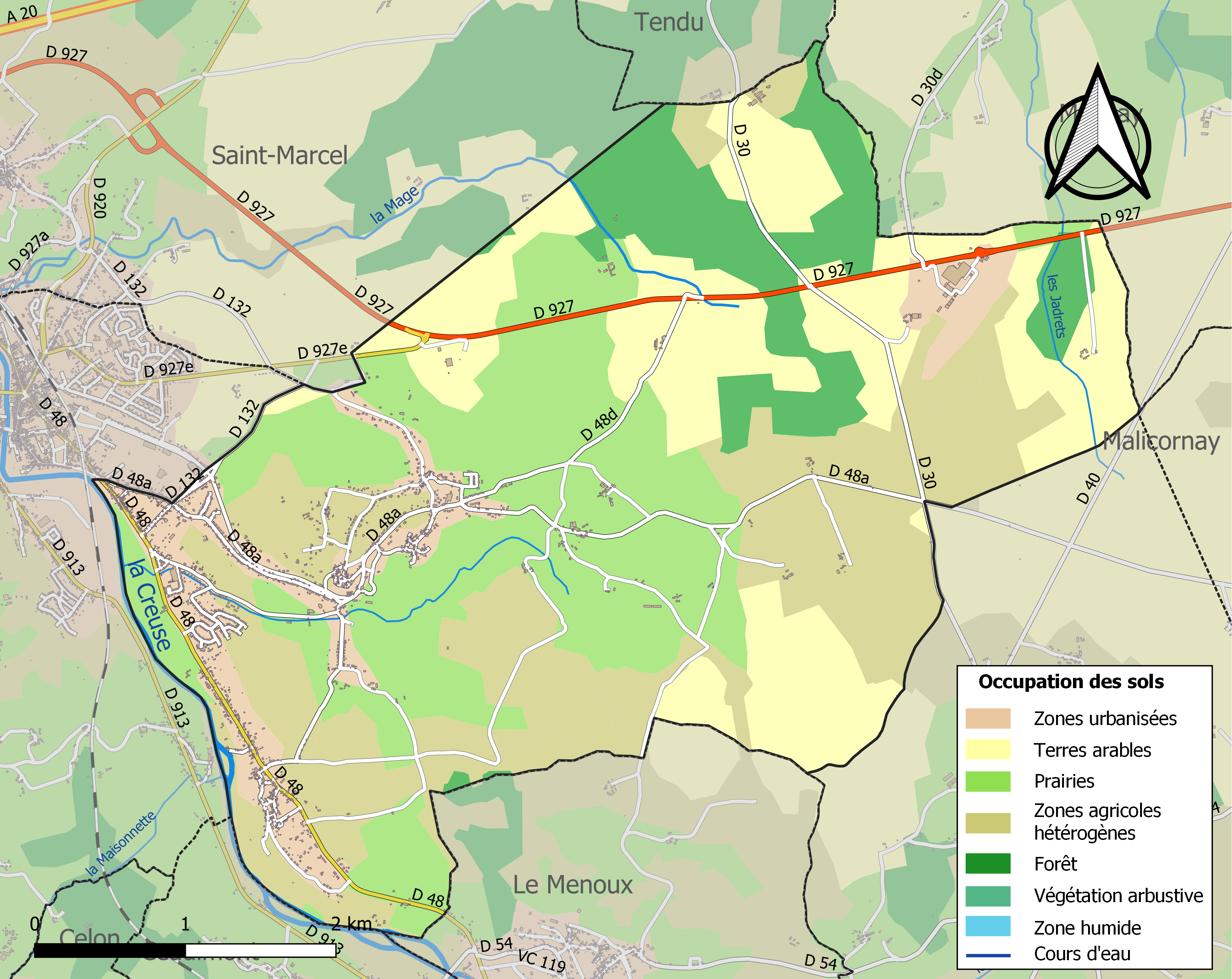
Carte des infrastructures et de l'occupation des sols de la commune en 2018 (CLC).

### Logement
Le tableau ci-dessous présente le détail du secteur des logements de la commune :
| Date du relevé                                              | 2013   |
| Nombre total de logements                                   | 1 000  |
| Résidences principales                                      | 85,7 % |
| Résidences secondaires                                      | 4,7 %  |
| Logements vacants                                           | 9,6 %  |
| Part des ménages propriétaires de leur résidence principale | 74,3 % |

### Risques majeurs
Le territoire de la commune duPêchereau est vulnérable à différents aléas naturels : météorologiques (tempête, orage, neige, grand froid, canicule ou sécheresse), inondations, mouvements de terrains et séisme (sismicité faible). Il est également exposé à un risque technologique, la rupture d'un barrage. Un site publié par le BRGM permet d'évaluer simplement et rapidement les risques d'un bien localisé soit par son adresse soit par le numéro de sa parcelle.

#### Risques naturels
Certaines parties du territoire communal sont susceptibles d’être affectées par le risque d’inondation par débordement de cours d'eau, notamment la Creuse. La commune a été reconnue en état de catastrophe naturelle au titre des dommages causés par les inondations et coulées de boue survenues en 1982, 1990, 1999 et 2008,.

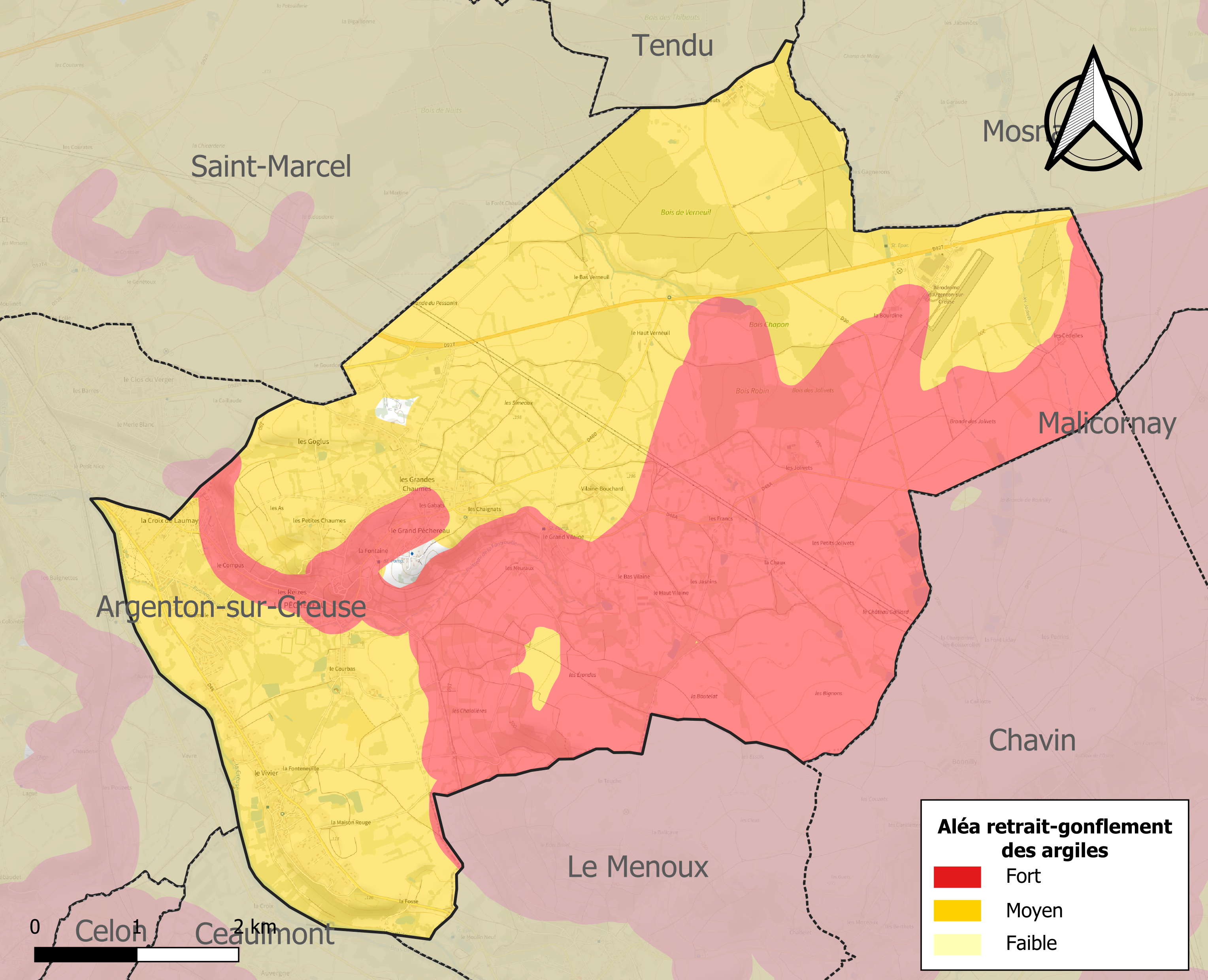
Carte des zones d'aléa retrait-gonflement des sols argileux duPêchereau.

Les mouvements de terrains susceptibles de se produire sur la commune sont des tassements différentiels.
Le retrait-gonflement des sols argileux est susceptible d'engendrer des dommages importants aux bâtiments en cas d’alternance de périodes de sécheresse et de pluie. 99,5 % de la superficie communale est en aléa moyen ou fort (84,7 % au niveau départemental et 48,5 % au niveau national). Sur les 1 022 bâtiments dénombrés sur la commune en 2019, 1003 sont en aléa moyen ou fort, soit 98 %, à comparer aux 86 % au niveau départemental et 54 % au niveau national. Une cartographie de l'exposition du territoire national au retrait gonflement des sols argileux est disponible sur le site du BRGM,.
Concernant les mouvements de terrains, la commune a été reconnue en état de catastrophe naturelle au titre des dommages causés par la sécheresse en 1989, 1991, 1992, 2018 et 2019 et par des mouvements de terrain en 1999.

#### Risques technologiques
La commune est en outre située en aval du Barrage d'Éguzon, de classe A et faisant l'objet d'un PPI, mis en eau en 1926, d’une hauteur de 58 mètres et retenant un volume de 57,3 millions de mètres cubes. À ce titre elle est susceptible d’être touchée par l’onde de submersion consécutive à la rupture de cet ouvrage.

## Toponymie
Ses habitants sont appelés les Pescherelliens.

## Histoire
Le document le plus ancien conservé aux archives départementales de l'Indre, dans lequel il est fait mention de cette commune remonte à 1226. À l'époque, le village s'appelait Podio Cherelli, puis plus tard en 1291, sur un document conservé à la Bibliothèque nationale, Podium Cherelli Territorium de Podio Chereau. En 1456, le territoire prend le nom de Peuchereau et en 1498, le nom de Pêchereau.
L'origine de ce nom viendrait de Podium, Puy, Pe, mot désignant un lieu élevé. On retrouverait d'ailleurs une même origine dans d'autres noms de lieux de la région comme Puy de l'âge à Celon, Puy d'Auzon à Cluis. Comme Le Pêchereau, ces deux territoires correspondent à des lieux élevés.
Cette interprétation est contestée par certains auteurs, en particulier Stéphane Gendron qui pense qu'il s'agit de Puy associé au nom d'une personne, Chereau, qui aurait donné Puy à Chereau, Puychereau puis Pêchereau.
Le 12 juillet 2009, et pour la première année, la commune du Pêchereau avec l’aide de nombreux bénévoles regroupés dans l’association culturelle du Pêchereau a organisé une grande fête médiévale avec spectacles l'après-midi et en soirée et la présence de nombreux stands en rapport avec les métiers du Moyen Âge, luthier, vannier, coutelier, tailleur de pierre. En soirée, un grand feu d'artifice embrasa le château-mairie du Pêchereau.
La commune fut aussi rattaché du 27 décembre 1993 au 31 décembre 2016 à la communauté de communes du pays d'Argenton-sur-Creuse.

## Politique et administration
La commune dépend de l'arrondissement de Châteauroux, du canton d'Argenton-sur-Creuse, de la deuxième circonscription de l'Indre et de la communauté de communes Éguzon - Argenton - Vallée de la Creuse.
Elle dispose d'un bureau de poste.
Le Pêchereau est jumelée depuis 1981, avec la commune de Tokomadji, en Mauritanie.
| Récompenses et prix                              | Années d'obtentions |
| ------------------------------------------------ | ------------------- |
| Prix Régional de la Mise en Valeur du Patrimoine | palmarès 2011       |

### Liste des maires
| Période                                  | Période   | Identité              | Étiquette | Qualité             |
| ---------------------------------------- | --------- | --------------------- | --------- | ------------------- |
| avant 1995                               | ?         | Jean Descout          |           |                     |
| mars 2001                                | 2006      | René Caltabellotta    | ?         | Médecin généraliste |
| 2006                                     | mars 2014 | Jean-Claude Andrieux  | DVD       | Médecin généraliste |
| mars 2014                                | En cours  | Jean-Pierre Nandillon | DVG       | Retraité            |
| Les données manquantes sont à compléter. |           |                       |           |                     |

## Population et société

### Démographie
L'évolution du nombre d'habitants est connue à travers les recensements de la population effectués dans la commune depuis 1793. Pour les communes de moins de 10 000 habitants, une enquête de recensement portant sur toute la population est réalisée tous les cinq ans, les populations de référence des années intermédiaires étant quant à elles estimées par interpolation ou extrapolation. Pour la commune, le premier recensement exhaustif entrant dans le cadre du nouveau dispositif a été réalisé en 2007.

En 2022, la commune comptait 1 781 habitants, en évolution de −4,2 % par rapport à 2016 (Indre : −3 %, France hors Mayotte : +2,11 %).
| 1793 | 1800 | 1806 | 1821 | 1831 | 1836 | 1841 | 1846 | 1851 |
| ---- | ---- | ---- | ---- | ---- | ---- | ---- | ---- | ---- |
| 830  | 945  | 874  | 881  | 557  | 928  | 964  | 922  | 991  |

| 1856  | 1861  | 1866  | 1872  | 1876  | 1881  | 1886  | 1891  | 1896  |
| ----- | ----- | ----- | ----- | ----- | ----- | ----- | ----- | ----- |
| 1 007 | 1 003 | 1 036 | 1 038 | 1 051 | 1 138 | 1 209 | 1 195 | 1 266 |

| 1901  | 1906  | 1911  | 1921  | 1926  | 1931  | 1936  | 1946  | 1954  |
| ----- | ----- | ----- | ----- | ----- | ----- | ----- | ----- | ----- |
| 1 238 | 1 247 | 1 217 | 1 109 | 1 041 | 1 018 | 1 016 | 1 104 | 1 121 |

| 1962  | 1968  | 1975  | 1982  | 1990  | 1999  | 2006  | 2007  | 2012  |
| ----- | ----- | ----- | ----- | ----- | ----- | ----- | ----- | ----- |
| 1 177 | 1 239 | 1 335 | 1 726 | 1 887 | 1 884 | 1 988 | 2 002 | 1 892 |

| 2017  | 2022  | - | - | - | - | - | - | - |
| ----- | ----- | - | - | - | - | - | - | - |
| 1 863 | 1 781 | - | - | - | - | - | - | - |

### Enseignement
La commune dépend de la circonscription académique de La Châtre.

### Manifestations culturelles et festivités
Chaque année a lieu dans la commune, la « fête médiévale du Pêchereau » et le petit marché de Noël.

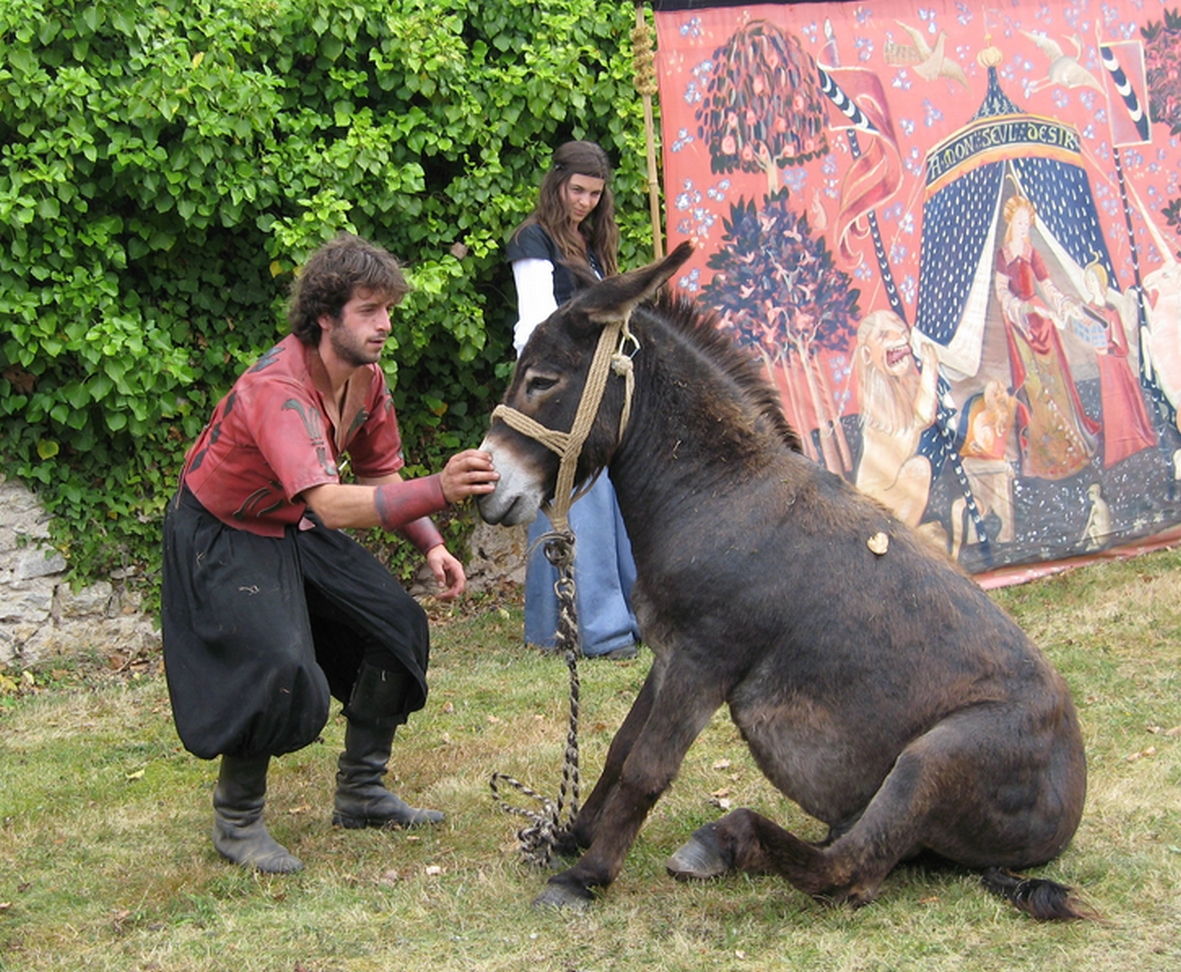
Le spectacle médiéval en 2009.

### Sports
Un site de baignade non surveillé (plage Le Vivier) est présent dans la commune.

### Médias
La commune est couverte par les médias suivants : La Nouvelle République du Centre-Ouest, Le Berry républicain, L'Écho - La Marseillaise, La Bouinotte, Le Petit Berrichon, L'Écho du Berry, France 3 Centre-Val de Loire, Berry Issoudun Première, Vibration, Forum, France Bleu Berry et RCF en Berry.

## Économie
La commune se situe dans l'unité urbaine d’Argenton-sur-Creuse, dans l’aire urbaine d'Argenton-sur-Creuse, dans la zone d’emploi de Châteauroux et dans le bassin de vie d'Argenton-sur-Creuse.
La commune se trouve dans l'aire géographique et dans la zone de production du lait, de fabrication et d'affinage du fromage Valençay.

## Culture locale et patrimoine

### Patrimoine

#### Château du Haut-du-Pêchereau
Il ne subsiste malheureusement pas grand-chose du château haut du Pêchereau. Seul un pigeonnier témoigne de l’ancienneté du site.

#### Château des Thibauds
Ce château construit pour son usage par l’architecte Henri Dauvergne en 1890. À l’origine, cette terre était une métairie dépendant de Prunget. En 1556, Aubert de Montjohan qui la possédait s’en défit au bénéfice de Claude et François de Montjohan, écuyers, qui y demeuraient. Elle comprenait, maison, jardin et four à chaux. Elle passa ultérieurement à Jean de Savary, sieur des Thibauds et de Villerandoux (aveu de 1677) et fut vendue en 1767 par Claude Dupin de Boislarge et son frère Pierre Dupin de Fleuranderie à Etienne Pépin, marchand à Argenton. À ce jour, le récent propriétaire, monsieur Olivier Chapus, a entrepris d’importants travaux de rénovation afin de refaire vivre la demeure de Dauvergne.

#### Château de Paumule
Sur le territoire de Paumule, existait en 1612, une dîme appartenant pour partie à Guillaume Couraud, damoiseau, seigneur du Vivier. Cette dîme était en 1714, une dépendance de la maison noble de Paumule, dont l’origine ne devait pas être très ancienne car elle ne figure pas sur la liste des fiefs d’Argenton. Pierre Bien est propriétaire de Paumule en 1666, puis cette terre passe à Charles de Saint-Julien, marié à Jeanne Bien ; c’est aux descendants de ceux-ci qu’en 1714, Jean Coute, conseiller du roi, racheta la propriété pour 9 500 livres tournois. Jean Coute était protestant ; lui et sa future se convertirent au moment de leur mariage. Ultérieurement, la famille Coute connut deux branches : celle des Coute de Paumule et celle des Coute du Cluzeau. Le château demeura dans cette famille jusqu’en 1950.

#### Château du Courbat
Le fief du Courbat relevait d'Argenton. Le célèbre Jean Mauduit, bailli de cette ville, l'ayant acquis en 1614, commença la restauration et l'agrandissement du château, qui furent continués par son fils au cours du XVIIe siècle. Ce manoir, entouré par l'eau des douves, bien que de dimension relativement modeste forme un ensemble architectural ayant particulièrement fière allure. La tour, le corps de logis couvert de tuile et le portail précédé autrefois d'un pont-levis, forment un ensemble original et coquet. Au-dessus de la porte d'entrée, faisant face au midi, on lit en lettres majuscules gravées dans la pierre, une phrase sentencieuse : « Passant à force de les passer, tu pourois bien demeurer ». Cette inscription pourrait se rapporter à un ancien cadran solaire. Au-dessous de l'inscription, se trouve la date de 1662. Dans les dépendances du château, se trouve une fuye ou colombier où les pigeons trouvaient leur gîte dans 840 boulins disposés sur 14 rangs. L'on voit encore l'échelle, tournant autour d'un poteau vertical en bois, au moyen de laquelle on pouvait facilement visiter les nids. Ce pivot s'engage à la partie supérieure dans une poutre horizontale portant la date de construction : « Jean Maudut m'a fait l'an 1625 ». Aujourd'hui, le château du Courbat est le siège de la mairie du Pêchereau.

#### Église
Jusqu'à la Révolution, la chapelle du Pêchereau n'était qu'une église succursale de la paroisse de Chavin. Ce n'est qu'à cette époque que Le Pêchereau devint commune et paroisse indépendantes, répondant ainsi aux vœux plusieurs fois répétés de ses habitants. La première chapelle fut fondée en 1488 par deux frères prêtres, Pierre et Mathurin Marchand. L'un était curé de Ceaulmont et l'autre de Bazaiges. Une inscription lapidaire relatant ce fait se lit sur le mur de la nef, à l'intérieur de l'église actuelle : Le premier jour d'avril l'an 1488 fut ceste esglise commancée et fondée par deux frères prebtres, nez de ce lieu : Pierre Mathurin Marchans nommés. De Ceaulmont Bezeages, lors curés. Et de deulx messes chescune sepmaine le dim... parrochialle avecques... offices et sacremens... et le vendredi après so... de la... à l'intention d'iceux. Pour ce pries Dieu pour. En clair, deux curés de paroisses voisines, nés au Pêchereau, fondèrent cette ancienne chapelle, à charge pour la paroisse de dire chaque semaine et à perpétuité, deux messes pour le repos de leur âme. Compte tenu de l'éloignement de Chavin, le desservant de la chapelle du Pêchereau de l'époque exerçait les fonctions curiales et tenait les registres des baptêmes, mariages et sépultures. Mais il n'en était pas moins considéré par le curé de Chavin comme un simple chapelain d'une église « annexe et filliole », tandis qu'au contraire, les habitants revendiquaient pour leur territoire toutes les prérogatives d'une vraie paroisse. Au début du XXe siècle, une association « Notre Dame du Pêchereau », sous l'impulsion de madame Léopold Chauveau, (trouvant l'église trop petite à son goût) voit le jour avec l'objectif de construire une nouvelle église. La famille Devallencienne fait don du terrain, la famille Chauveau assume les frais d'architecte et de construction. Sur les plans d'Henri Dauvergne (fils d'Alfred), la construction débute en 1906 sous le curé Ducher et se poursuit de 1907 à 1916 avec le curé Pâquier. La guerre en 1914 ralentit quelque peu les travaux. Le 5 septembre 1916, le cardinal Léon Adolphe Amette, archevêque de Paris, ami de la famille Chauveau, procède à la bénédiction de l'église, « Notre-Dame-de-l'Assomption du Pêchereau ». Ni romane, ni gothique, ni flamboyante, elle est le fruit architectural de l'époque : deux chapelles latérales, une tribune, une chaire (aujourd'hui supprimée), cinq statues, sept vitraux rappelant les litanies de la Vierge et huit grands vitraux, dont certains portent les blasons des familles donatrices. La décoration des fonts baptismaux est due à l'abbé Chaix, curé de 1952 à 1957. Il faut noter que la pierre d'édification de l'ancienne église datant de 1488 et la cloche « Eugénie Victorine Aurélie », ont été ramenées dans la nouvelle église, le maire de l'époque, Jean Duris faisant partie de l'association. L'ancienne église à laquelle certains habitants étaient très attachés ne sera désaffectée qu'en 1928. En 1952, le conseil municipal de l'époque décide la démolition totale de l'église, au grand regret de certains habitants de l'époque.

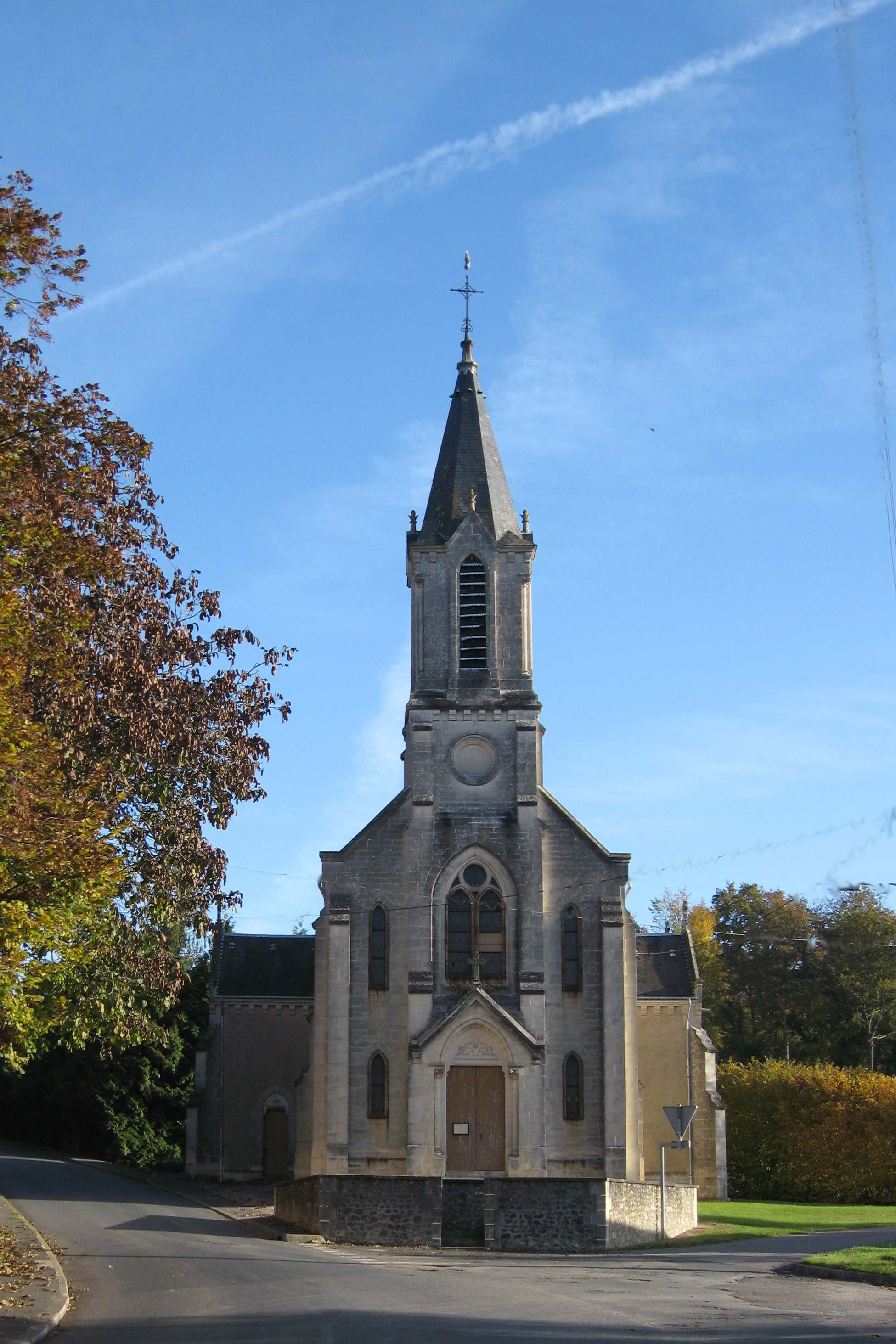
L'église en 2009.

#### Chapelle de Verneuil
En 1226, l'existence d'un prieuré de Verneuil est attestée par le pape Honorius III, sur le territoire de Le Pêchereau au lieu-dit Verneuil (di Vernolio, terrage de Puychereau). À l'époque, Le Pêchereau est considéré comme un village dépendant de la paroisse Saint-André de Chavin. L'an 1862, le comte d'Autemarre d'Erville, propriétaire du terrain sur lequel subsistaient les ruines du prieuré, décide de faire édifier une chapelle dédiée à saint Fiacre ; la nouvelle construction de 10 m x 5 m conserve un pilier de l'ancien bâtiment. Une fontaine, en réalité un puits avec une margelle de 1 m de haut et de 60 cm de diamètre, se trouve sur la route menant à La Châtre. Les gens venaient en pèlerinage, buvaient l'eau de la fontaine, censée guérir les coliques. Aujourd'hui, la chapelle Saint-Fiacre est en très mauvais état et menace ruines.

#### Maison à trois carres
Cette maison,, actuellement propriété privée, a été construite en 1786 pour Jean Baptiste Brunet, officier de la maréchaussée d’Argenton-sur-Creuse, alors membre de la loge maçonnique de La Fraternité d’Argenton. Alors qu’il est Vénérable de son Atelier, ce notable, Jean Baptiste Brunet affirme ainsi son identité maçonnique, en construisant dans un terrain triangulaire qu’il possède au Pêchereau, une maison également triangulaire appelée « La Maison à trois carres », symbole de son appartenance à une obédience maçonnique. Faite d’un triangle parfait de 16,5 m de côté, la face principale d’accès étant orientée plein sud, une pointe du triangle étant à l’est, au soleil levant, l’autre à l’ouest, au soleil couchant, la troisième étant au nord. C’est dans ce dernier angle que se trouve le four à pain.

#### Prairie de Paumule
La prairie de Paumule est un lieu de détente et de loisirs, aménagé au bord de la Creuse le long de la route allant d'Argenton-sur-Creuse à Badecon-le-Pin et Gargilesse. Très fréquentée les week-ends et pendant les vacances, la prairie de Paumule dispose d'un parcours de santé, d'un lieu de pêche accessible aux personnes handicapées et d'une zone de jeux pour les enfants. C'est un lieu idéal pour la promenade.

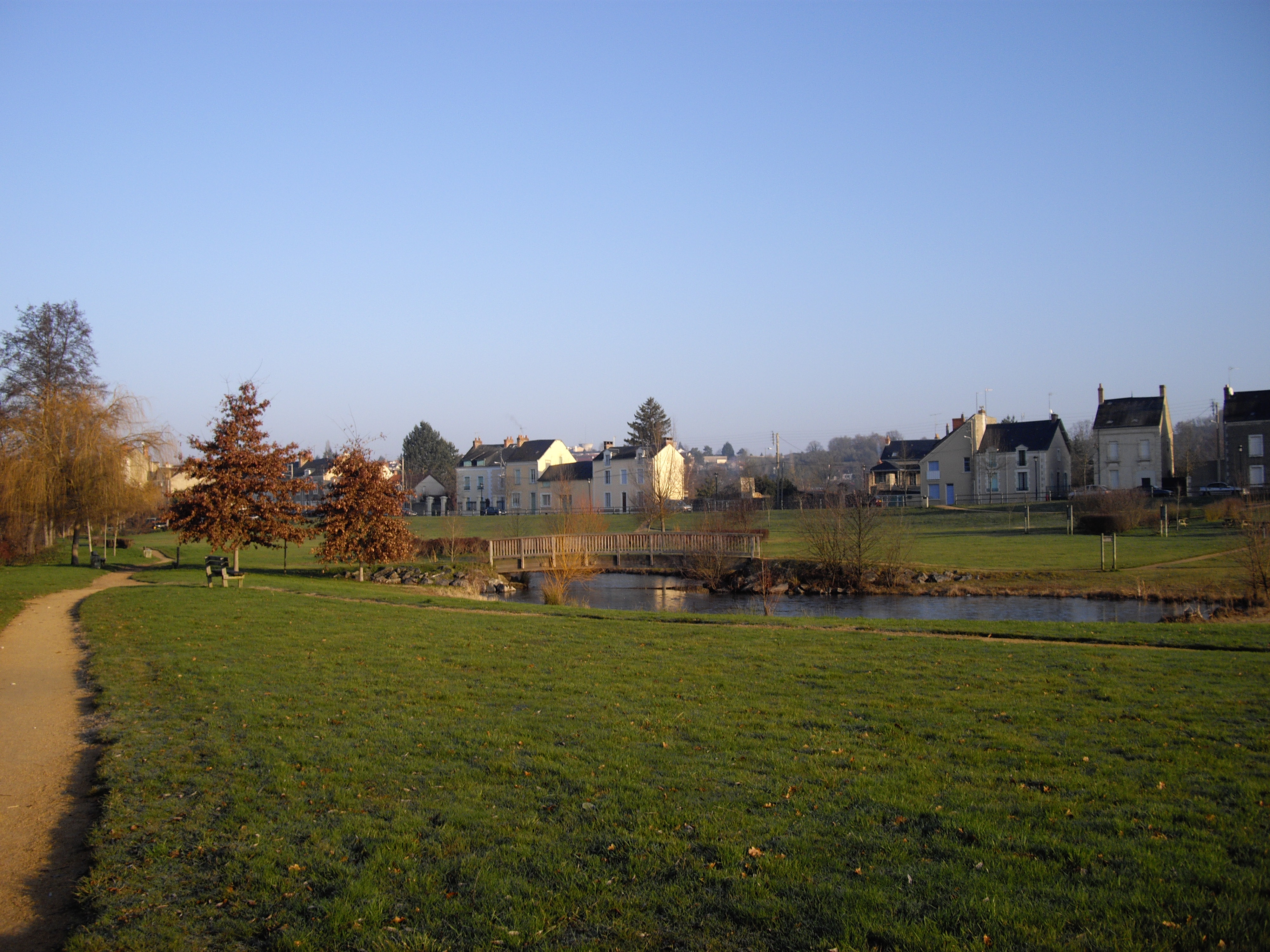
La prairie de Paumule en 2008.

### Personnalités liées à la commune
- Alfred Dauvergne (1824-1885), architecte, résidant aux Thibauds pendant sa retraite, décédé au Pêchereau.
- Auguste Gérard (1852-1922), diplomate et écrivain français, décédé au lieu-dit la Fosse au Pêchereau.
- Louis-Émile Galey (1904-1997), scénariste de cinéma, né au Pêchereau.
- Matthieu Galey (1934-1986), critique littéraire et théâtral, a fait de nombreux séjours dans la maison familiale du Pêchereau.

### Héraldique, logotype et devise
| Blason de Le Pêchereau | Blason  | De gueules à la tour d'or, ouverte et ajourée du champ, 2,1 et 1, accompagnée en chef de deux étoiles d'or ; au chef cousu d'azur chargé de trois chouettes contournées d'or et perchées sur des branches de sable. |
| Blason de Le Pêchereau | Détails | Le statut officiel du blason reste à déterminer. |

|  | Logotype de la commune du Pêchereau jusqu'en 2020. |

|  | Logotype de la commune du Pêchereau depuis 2021. |